# Scania 0
Scania 0 — крупнотоннажный грузовой автомобиль, серийно выпускаемый шведской компанией Scania в период с 1969 по 1976 год. Пришёл на смену семейству Scania-Vabis L36. Вытеснен с конвейера моделью Scania 1.

## История
Автомобиль Scania 0 был представлен 1 января 1969 года. Это был первый автомобиль, который оснащается дизельными двигателями внутреннего сгорания V8 объёмом 14 литров, мощностью 350 л. с.
В 1976 году автомобиль был вытеснен с конвейера моделью Scania 1.

## Галерея

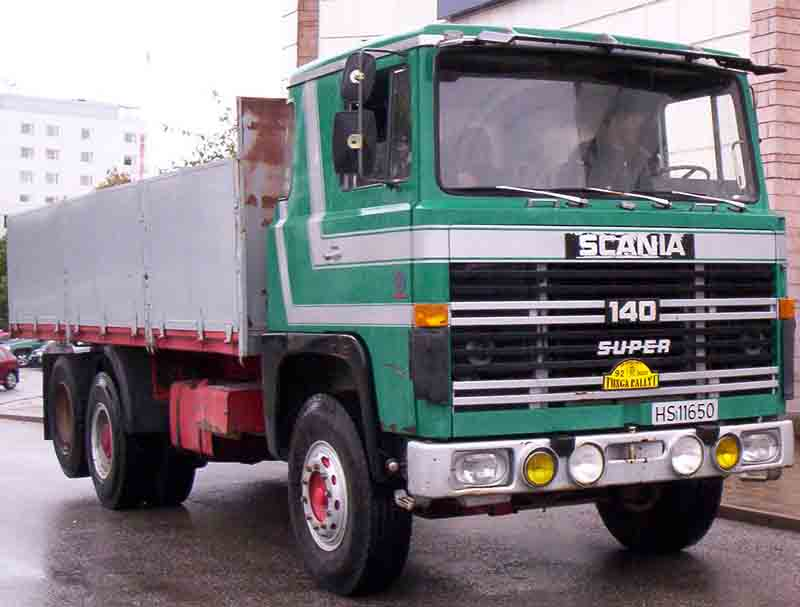
Scania LBS140 (1971)
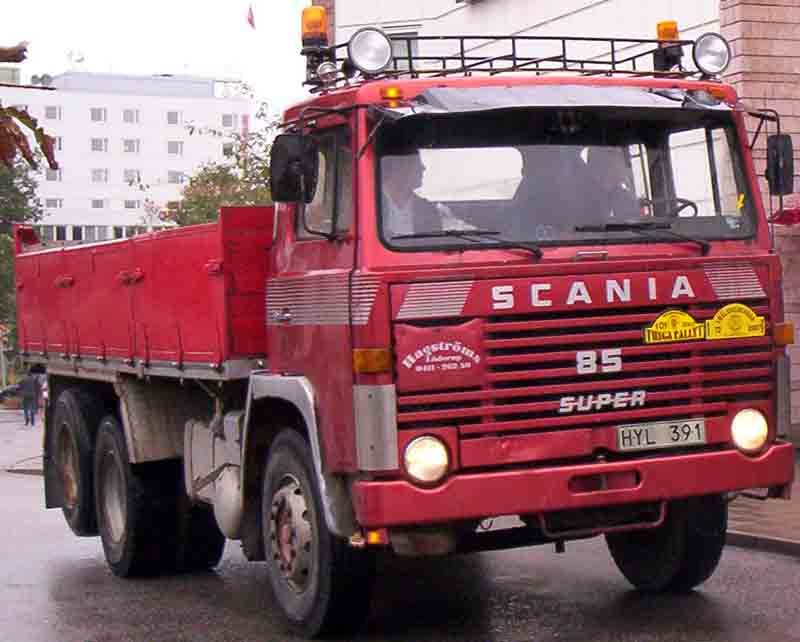
Scania LBS85 (1973)
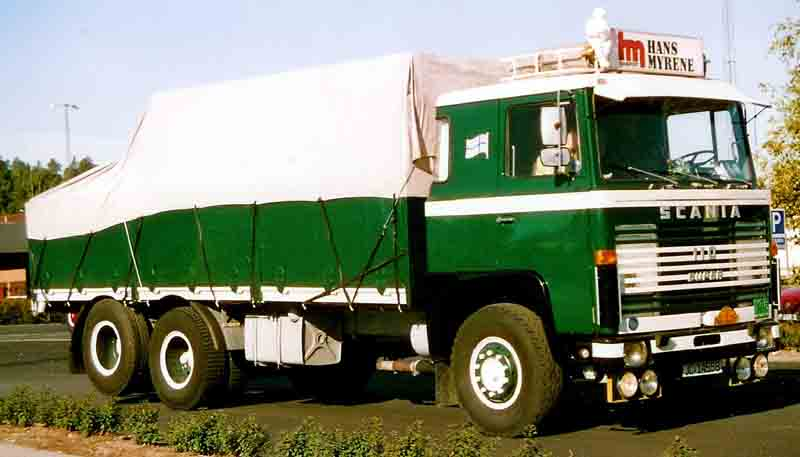
Scania LB110
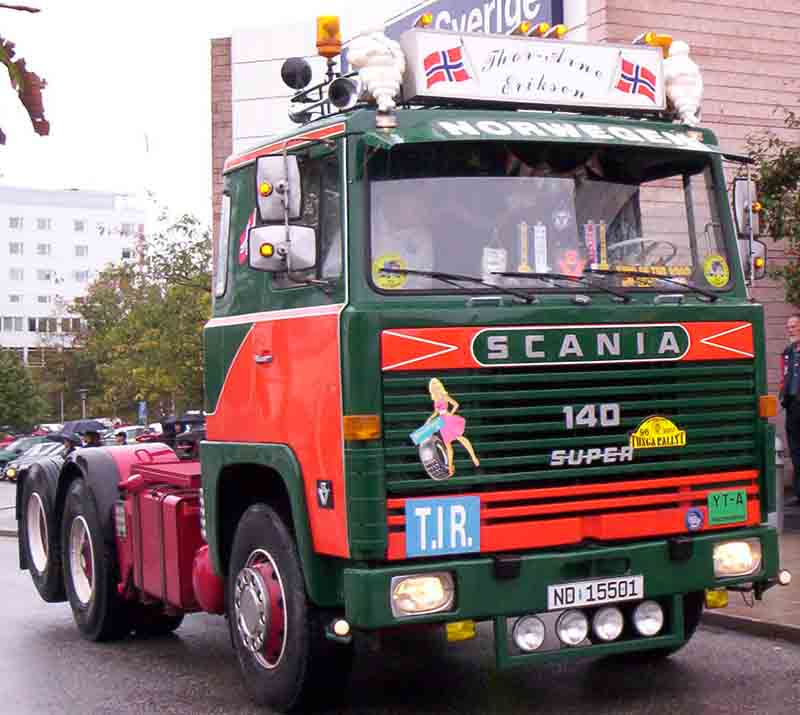
Scania LB140 (Норвегия)
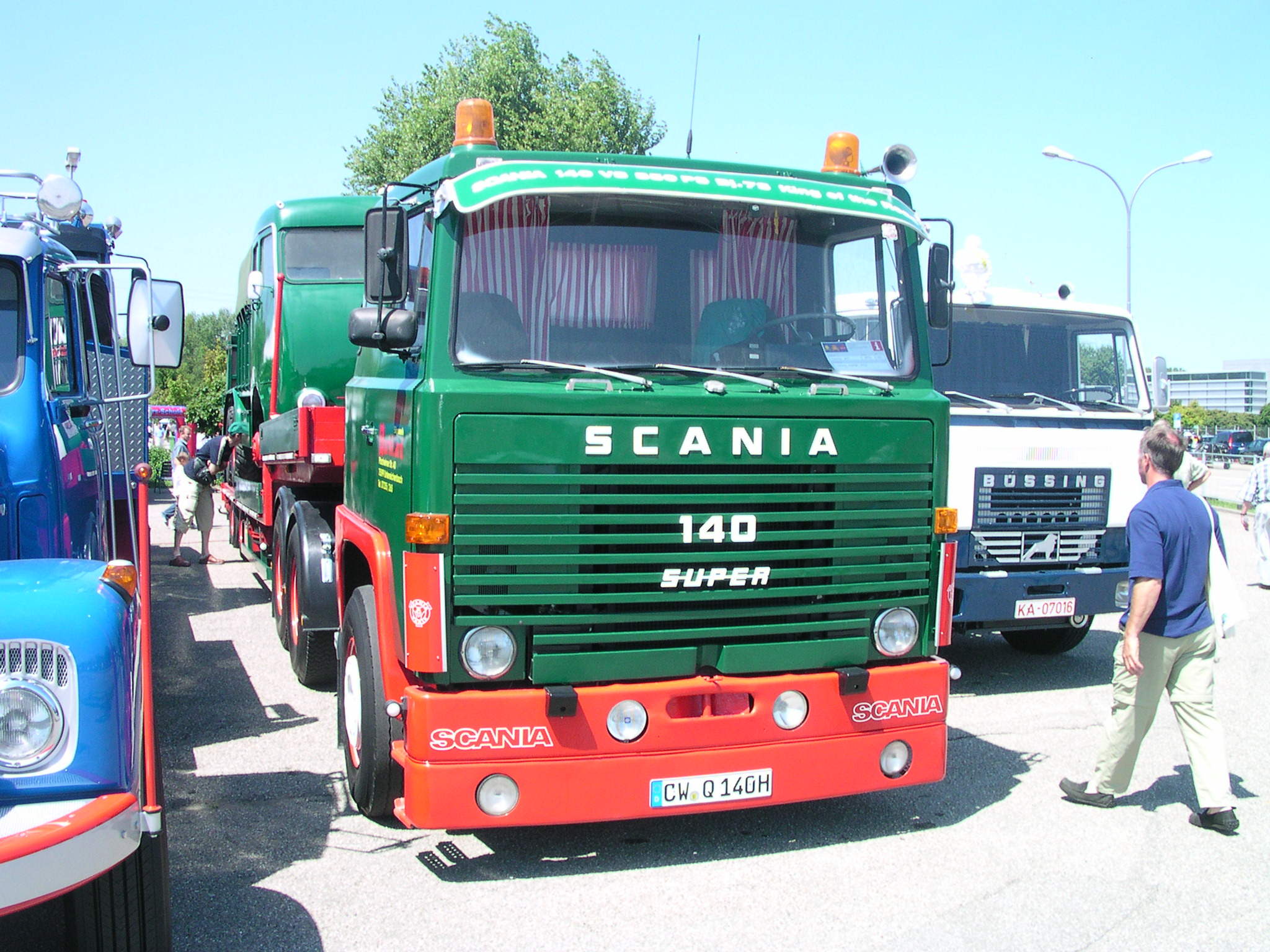
Scania LB140 Super